# Albert W. Hicks
Albert W. Hicks (1820 Foster, Rhode Island- 13 de julio de 1860 Nueva York), también conocido como Elias W. Hicks, William Johnson, John Hicks y Pirata Hicks, fue un triple asesino y una de las últimas personas ejecutadas por piratería en los Estados Unidos.  El historiador de la cultura norteamericana Rich Cohen lo sitúa como la primera figura gángster legendaria de la ciudad de Nueva York, un puente entre la piratería de antaño y el surgimiento de una nueva cultura gángster.

## Biografía
Según el testimonio de Hicks,  este nació alrededor de 1820 en Foster, Rhode Island . Su padre era un granjero que tenía siete hijos, de los cuales Hicks era el segundo más joven. Era conocido por ser testarudo y luchador. Nunca asistió a la escuela y trabajó en la granja de su familia hasta los 15 años cuando se escapó a Norwich, Connecticut, donde comenzó una vida dentro del hampa. Detenido por robo, fue encarcelado.  El biógrafo Rich Cohen sugiere que no habría sido raro que un adolescente fugitivo fuera sodomizado por reclusos mayores. Hicks escapó varias veces de su encierro, pero fue detenido nuevamente y recibió sentencias cada vez más severas, incluido un año en encerramiento solitario donde Hicks dijo que se volvió un poco loco. Juró venganza "contra todo el género humano".
El relato dado por Hicks de los próximos 20 años es de asesinatos y caos en alta mar, alrededor de los campos de oro de California, en toda América del Sur, México, el Pacífico Sur y el triángulo comercial del Atlántico.  Los motines de barcos y los robos en las carreteras eran su principal ocupación. Es posible que Hicks haya matado a cientos de personas. Él y un cómplice generalmente mataban a sus víctimas y se mantenían en movimiento, gastando dinero en alcohol, prostitutas y ropa fina hasta que se agotaba. Era un conocido narrador, y cuando se publicaron sus confesiones, The New York Times planteó algunas dudas sobre su exactitud, pero el biógrafo moderno Rich Cohen dijo que había evidencia para respaldar al menos algunas de las historias.  
Hicks finalmente terminó en la ciudad de Nueva York, a la edad de 40 años, con una esposa recién casada que no sabía nada de su pasado criminal y un niño pequeño que mantener. Al necesitar dinero para su familia, recurrió a las habilidades que mejor conocía.

## Asesinato en elAE Johnson

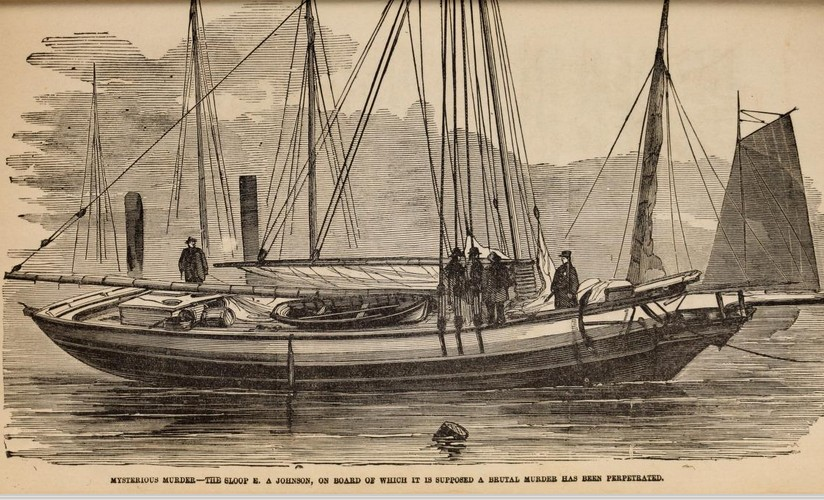
Balandra AE Johnson

Hicks fue contratado como marinero de cubierta en el balandro de ostras AE Johnson de la ciudad de Nueva York, que sabía que transportaba una gran cantidad de efectivo para comprar ostras en Virginia para transportarlas de regreso a Nueva York. Había cuatro hombres en el barco, incluido el capitán George H. Burr, los hermanos Oliver y Smith Watts y Hicks. 
Era de noche cuando el barco se acercó a los "Narrows", un estrecho que separa los municipios de Staten Island y Brooklyn en la ciudad de Nueva York. El capitán Burr y Oliver se retiraron a dormir a sus habitaciones. Smith tenía el turno de noche y Hicks se unió a él en la cubierta, cortésmente dando una vuelta al timón. Hicks vio algo y se lo señaló a Smith y le preguntó qué era. Smith no vio nada. Hicks dijo que mirara de nuevo. Smith le dio la espalda. Hicks agarró un hacha de mar y asestó un golpe en la parte posterior de la cabeza de Smith, derribándolo a la cubierta. Al escuchar la conmoción, Oliver Watts asomó el cuello por la escotilla de la cabina. Hicks golpeó de nuevo, decapitando a Watts. Hicks recordó que el cuerpo se hundió lentamente y la cabeza rodó por la cubierta, ahora rociada con la sangre de dos hermanos. 
Hicks llevó el hacha ensangrentada al camarote del capitán Burr, que ya estaba alerta. El Capitán era un hombre alto y fuerte y la pelea que siguió duró un tiempo, con Burr casi estrangulando a Hicks hasta la muerte. Finalmente, Hicks logró cortar al capitán con el hacha, cortándole la mitad de la cara, incluido el globo ocular y la nariz que quedaron colgando de la hoja del hacha. Agotado por la lucha de matar a Burr, Hicks registró las viviendas en busca de botín.
Cuando Hicks regresó a la cubierta, vio un movimiento y se sorprendió al ver a Smith de pie moviéndose hacia él; él creía que podría ser una aparición. Hicks obligó al hombre herido por la borda, pero Smith se agarró a una barandilla y se aferró con fuerza. Hicks balanceó el hacha y se cortó los dedos, que cayeron sobre la cubierta; el resto de Smith se deslizó en el agua. Hicks arrojó los otros cuerpos y el hacha por la borda.
El AE Johnson había estado navegando solo y chocó contra otro barco, la goleta JR Mather, rompiendo el mástil principal del Johnson y derribando su aparejo. Hicks se dispuso a hundir el barco, junto con la evidencia de los asesinatos, perforando agujeros en la quilla. Luego tomó el dinero, alrededor de $ 230, y las posesiones de la tripulación asesinada y abandonó el barco, remando hacia la costa y aterrizando al amanecer junto al campo de un granjero en Staten Island, justo encima de Fort Richmond (Battery Weed). Creyendo que no lo atraparían, regresó a su casa en Manhattan, deteniéndose en los bares bebiendo alegremente y haciendo un espectáculo de sí mismo.

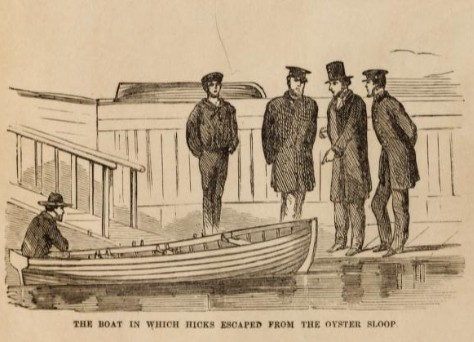
Yawl utilizado por Albert W. Hicks descubierto por detectives de la policía

Cuando la guardia costera descubrió el AE Johnson abandonado pero aún a flote al día siguiente, encontraron la cubierta y la cabina bañadas en sangre, incluido inexplicablemente un par de dedos amputados. La ciudad quedó conmocionada por la espantosa escena e intrigada por el misterio de lo sucedido. Los detectives de la policía pudieron ver que faltaba una yola y comenzaron a buscarla. Después de unos días, un chico local los llevó a donde había sido abandonado en algunos apuro. Comenzaron a seguir a una cadena de testigos que habían visto a un hombre extraño que cargaba una bolsa de mar grande y pesada. Los detectives siguieron los avistamientos de testigos hasta un apartamento en Manhattan. 
Hicks se enteró de que la policía estaba tras su rastro a través de los informes de los periódicos y huyó de la ciudad. Los detectives ya habían determinado la identidad de Hicks y continuaron siguiendo una cadena de testigos que recordaban a un hombre corpulento con una esposa y un niño pequeño que tomaba trenes y barcos hacia el norte. Cuando la policía encontró al último testigo que lo vio, un taxista que llevó a Hicks a una pensión en las afueras de Providence, Rhode Island, rodearon la casa en medio de la noche y lo llevaron cautivo en la cama sin pelear. Encontraron en su posesión el reloj del Capitán Burr, varias bolsas de dinero y un daguerrotipo perteneciente a Watts, entre otras pruebas condenatorias. 

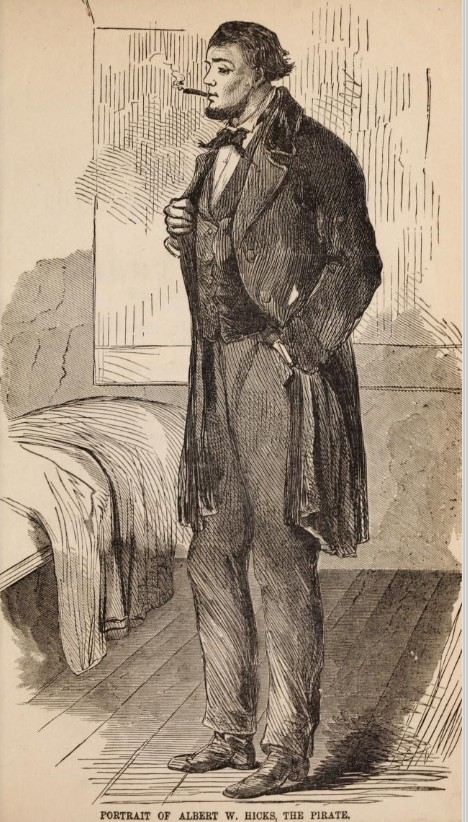
Retrato de Hicks (1860). "Era guapo, alto y de hombros anchos con amenazadores ojos negros".

## Juicio y ejecución
Hicks fue juzgado y se convirtió en la sensación de la prensa del momento. La evidencia física de su culpabilidad fue abrumadora y la defensa hizo poca refutación efectiva. El jurado deliberó durante unos siete minutos antes de emitir un veredicto de culpabilidad. El juez ordenó que lo ahorcaran hasta que muriera. Posteriormente, Hicks hizo una confesión completa de los asesinatos y la historia de su vida, que se publicó como libro el día de su ejecución.   Hicks dio su razón "... el diablo se apoderó de mí". 
Fue ejecutado en la horca el viernes 13 de julio de 1860 en Bedloe's Island, ahora conocida como Liberty Island, donde reside la Estatua de la Libertad. Se estima que diez mil personas vieron el evento desde barcos anclados en la bahía de Nueva York . Hicks estaba elegantemente vestido con un traje azul eléctrico que había hecho para la ocasión. Como describió un periódico, "su abrigo era bastante elegante, estaba adornado con dos filas de botones azul marino dorados y un par de anclas en la costura. Una camisa blanca, un par de pantalones azules, un par de zapatillas ligeras y el viejo sombrero Kossuth que usaba cuando lo arrestaron completaban el atuendo". A Hicks le gustaba usar el sombrero sobre un ojo para darle una  No hizo ningún discurso de horca, solo instruyó al verdugo a "Ahorcarme rápido, date prisa". 
Poco después de su entierro, los ladrones de tumbas robaron su cuerpo y posiblemente vendieron el cadáver a estudiantes de medicina de la Universidad de Columbia . Debido a que su cuerpo desapareció, durante años después de su muerte hubo rumores infundados de su supervivencia y escape.

## Legado
Hicks pronto se convirtió en una leyenda en los bajos fondos de Nueva York, con la ayuda del showman PT Barnum .  Barnum había conocido a Hicks cuando estuvieron juntos en prisión e hicieron un trato que le permitiría a Barnum tomar una máscara mortuoria mientras aún estaba vivo, a cambio Barnum le daría a Hicks un nuevo juego de ropa, el traje color azul eléctrico que usó para la ejecución. Barnum usó la máscara para crear una estatua de cera de tamaño completo de Hicks vistiendo la misma ropa que cuando cometió los asesinatos. La imagen de cera se exhibió durante diez años y millones de visitantes la vieron antes de que se derritiera en el incendio del museo. 

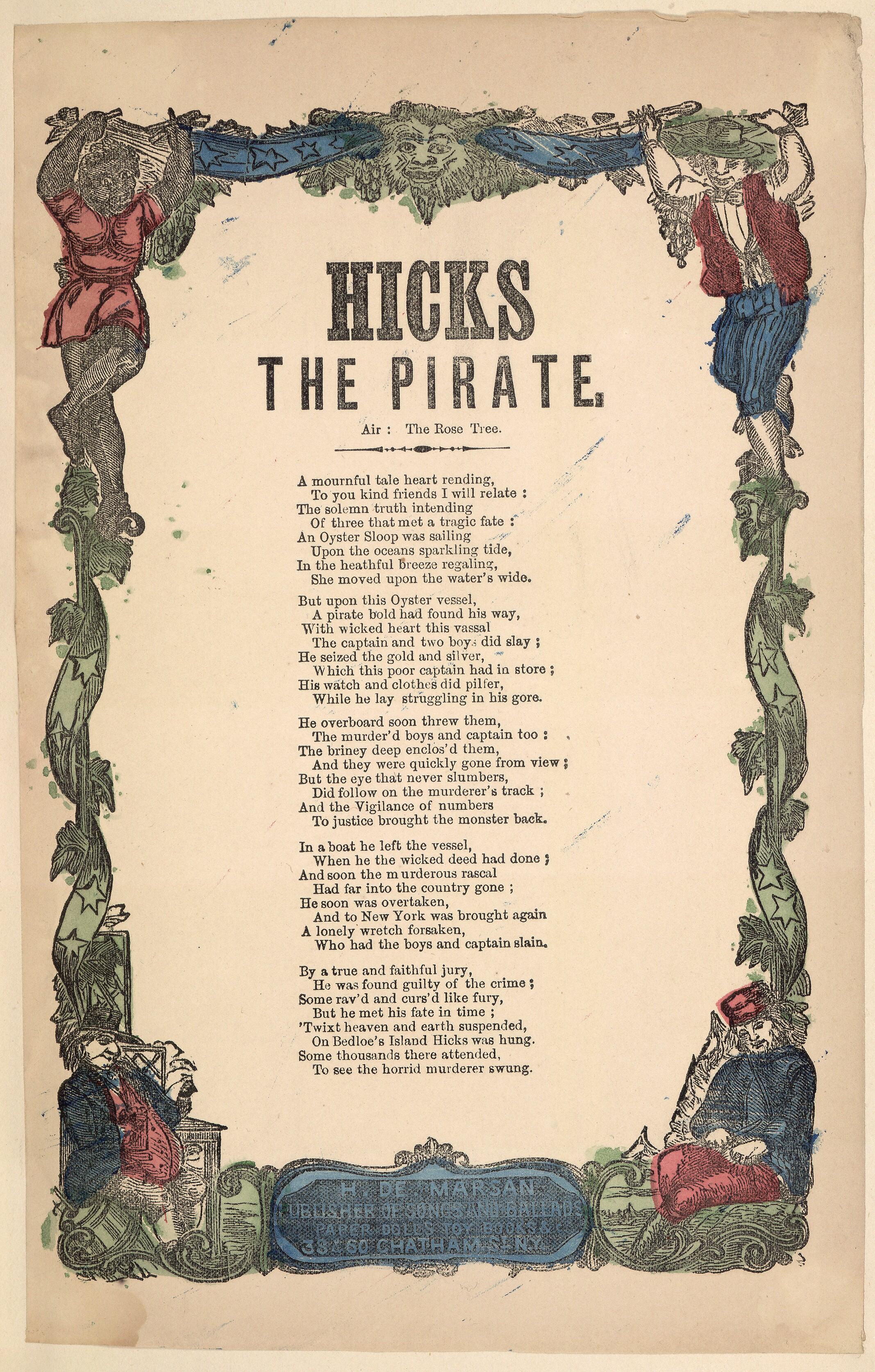
Hicks the Pirate, una balada asesina de HS Backus.

El biógrafo Rich Cohen sostiene que Hicks originó una moda de ropa dentro de la cultura de los gánsteres que todavía se puede ver en el arte y en la vida real. La apariencia de Hicks de un sombrero chambergo calado sobre un ojo, una chaqueta de gabán de cola larga y zapatos de tacón se exhibieron en el museo de figuras de cera de Barnum, donde millones vieron a un hombre muy malo pero guapo. Este estilo pasó de gánster en gángster y de generación en generación como una especie de insignia de asociación con las leyendas del pasado, llegando finalmente a las películas de Hollywood de la década de 1930 y a la cultura más amplia hasta el presente. 
Hicks fue ahorcado el viernes 13. Existe cierta especulación de que Hicks originó o ayudó a solidificar una superstición de la mala suerte del día, aunque existen otras teorías anteriores. 
Su nombre se convirtió en una frase de la jerga de los juegos de azar, que significa seis en un par de dados (rima en inglés con Hicks). 
Henry Sherman Backus, un compositor itinerante de baladas sobre asesinatos que idealizaban los crímenes, dedicó una balada titulada Hicks the Pirate cantada con la melodía tradicional irlandesa "The Rose Tree". El cantautor irlandés Vincent Cross grabó una versión moderna de la balada de 1860 para su álbum The Life & Times of James "The Rooster" Corcoran (2020) titulado "Albert W. Hicks".
La ejecución de Albert Hicks se dramatiza en el capítulo XVIII de la novela ganadora del premio Pulitzer de MacKinlay Kantor, Andersonville (1955).
Hicks fue retratado como una figura de cera en el episodio "The New Exhibit " de The Twilight Zone . En el espectáculo, las figuras de cera en un museo cobran vida y cometen asesinatos cuando se enteran de que se cerrará su exhibición. Hicks está vestido con precisión con un sombrero chambergo y lleva un hacha de mar.  Es interpretado por el actor estadounidense Bob Mitchell.